# Centro sportivo Gloriano Mugnaini
Il centro sportivo "Gloriano Mugnaini", anche noto come centro sportivo di Bogliasco per via della sua localizzazione nel comune di Bogliasco (GE), è un centro sportivo di proprietà comunale dato in concessione alla società calcistica italiana Unione Calcio Sampdoria.
La struttura ospita gli allenamenti della prima squadra maschile (dal 1980), incontri della prima squadra femminile e attività del settore giovanile maschile.
Il centro d'allenamento si trova in via G. Marconi s.n.c. a Bogliasco, comune dell'area metropolitana di Genova. Poco distante, nello stesso comune, si trovano anche la foresteria Casa Samp (inaugurata nel 2017) e, dal 2023, la sede stessa della Sampdoria..

## Storia
Fu inaugurato il 14 febbraio 1980 da Paolo Mantovani, all'epoca presidente della squadra genovese. Dedicato alla memoria del dottor Gloriano Mugnaini, "medico dei poveri" (noto poiché curava gratuitamente i più indigenti) e "pioniere" del tifo organizzato blucerchiato (fu fondatore del Sampdoria Club Rivarolo e poi presidente della Federazione dei Clubs Blucerchiati), la struttura bogliaschina è caratterizzata dalla presenza di due impianti calcistici, entrambi in erba, di cui usufruisce esclusivamente la prima squadra.

## Struttura

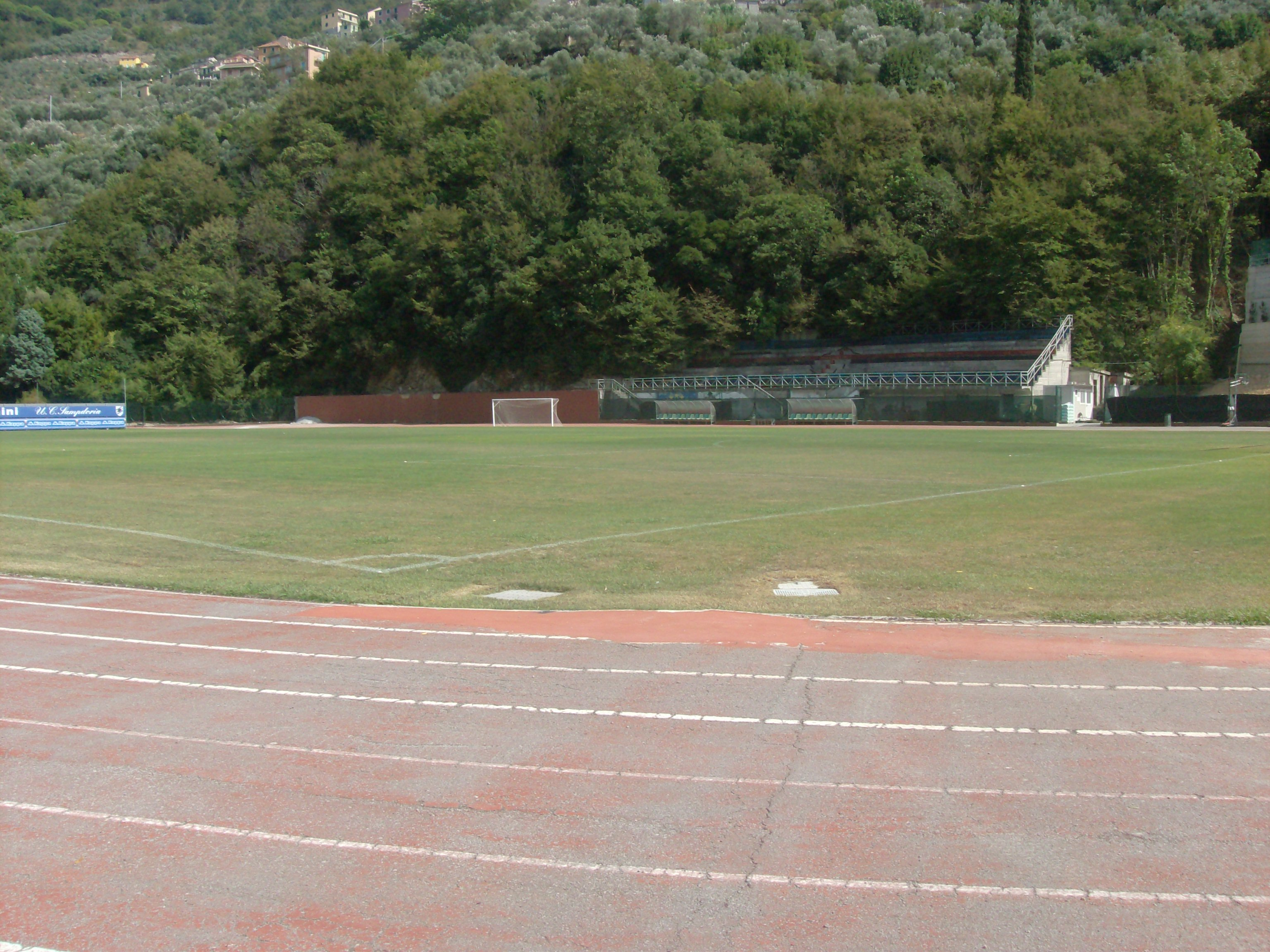
Panoramica del campo principale

Il campo principale, circondato da una pista di atletica e da una tribunetta, vede abitualmente svolgersi le sedute di allenamento della prima squadra della Sampdoria. Il secondo, il cui accesso è precluso al pubblico, è ubicato ad un livello superiore e la squadra vi accede attraverso un boschetto, che mantiene il campo lontano da  sguardi indiscreti durante le sedute di tattica.
La strada di accesso all'impianto viene chiusa quando la Sampdoria disputa sedute di allenamento a porte chiuse.
All'interno del centro vi sono inoltre due campi in erba sintetica utilizzati dal settore giovanile della Sampdoria e dal Bogliasco Calcio.
La palazzina del centro sportivo è composta da due spogliatoi, uno semicircolare per la prima squadra ed uno più piccolo, dalle stanze dei tecnici, da docce con vasche idromassaggio, sauna e sala medica. È inoltre presente una tensostruttura che ospita al suo interno una palestra di 140 m2.
Al secondo piano della palazzina si trova una terrazza coperta dove i giornalisti possono espletare il loro lavoro, una sala stampa, sale video e riunioni.
I giocatori non dispongono di un posteggio privato, ma usufruiscono del piazzale dove giornalmente confluiscono i tifosi, i quali possono (salvo occasioni particolari) assistere a tutte le fasi di preparazione delle partite dei loro beniamini.